# Juan Félix Girón
Juan Félix Girón (Sevilla 1613- Castro del Río 1684), fraile carmelita, historiador y políglota. 
Adquirió extensos conocimientos de matemáticas e idiomas orientales; fue diestro dibujante y paleógrafo. En su carrera se distinguió notablemente; desempeñó una cátedra de teología y los cargos de calificador del Santo Oficio, de revisor, censor y visitador de libros y de bibliotecario real. 
Era sobrino del poeta sevillano Francisco de Rioja, íntimo del Conde-Duque de Olivares, bibliotecario y Juez de la Santa Inquisición, quien pudo haber influido en su entrada en la corte.
Fue prior del Carmen en Sevilla, y mostró su erudición y dominio de las lenguas escribiendo un Memorial Estrellado en siete idiomas (hebreo, siriaco, arábigo, griego, latino, italiano y español), dirigido al rey Felipe IV, quien lo llamó a Madrid haciéndole su Cronista y Bibliotecario.
De un manuscrito suyo consta que estuvo encarcelado, suceso ocurrido a raíz de la tenaz persecución de que fue objeto el religioso José de Velasco por parte del cabildo catedralicio de Sevilla, pues al salir en su defensa también se le persiguió y desterró. Justo después de este destierro cuando se le aparta de la corte y se le desposee de las altas dignidades alcanzadas.
La última etapa de su vida (aproximadamente 18 años) fue de retiro espiritual en el Convento del Carmen Calzado de Castro del Río (Córdoba) como prior, donde concibió y escribió la única de sus obras que pudo ver la luz a través de la imprenta: Origen, y primeras poblaciones de España. Antigüedad de la Inclita y Patria Ciudad de Córdoba (Córdoba, 1686), que apareció de modo póstumo, pues falleció en 1684.
- Datos: Q5949648